# Ylodes internus
Ylodes internus är en nattsländeart som först beskrevs av Mclachlan 1875.  Ylodes internus ingår i släktet Ylodes och familjen långhornssländor. Utöver nominatformen finns också underarten Y. i. capitatus.